# Rucqueville
Rucqueville est une ancienne commune française, située dans le département du Calvados en région Normandie. Elle fait partie de la commune nouvelle de Moulins-en-Bessin.

## Géographie
Rucqueville est une commune située dans le Bessin, à neuf kilomètres de Bayeux.

## Toponymie
Le nom de la localité est attesté sous les formes Ruschivilla en 1082; Ruschavilla en 1082; Rucheville en 1172; Ruscavilla en 1190; Ruskevilla en 1204; Rusquevilla (sans date); Rusqueville en 1371; Rouxeville en 1460; Ruqueville en 1674; Rugville en 1716,.
De l'adjectif latin rustica et villa « ferme », par opposition à urbana villa maison de plaisance.

## Histoire
Le 1er janvier 2017, la commune est incorporée à la commune nouvelle de Moulins en Bessin et devient une commune déléguée. À la suite de l'arrêté préfectoral du 16 janvier 2019, le nom de la commune est graphié Moulins-en-Bessin et les communes déléguées sont supprimées au 1er janvier 2019.

## Politique et administration
| Période                                  | Période       | Identité        | Étiquette | Qualité                 |
| ---------------------------------------- | ------------- | --------------- | --------- | ----------------------- |
| avant 1981                               | ?             | Bernard Bédouet |           |                         |
| juin 1995                                | mars 2008     | Louis Péan      |           |                         |
| mars 2008                                | avril 2014    | Maryse Bos      | SE        | Rédactrice territoriale |
| avril 2014                               | décembre 2016 | Ginette Clair   | SE        | Assistante technique    |
| Les données manquantes sont à compléter. |               |                 |           |                         |

## Démographie
L'évolution du nombre d'habitants est connue à travers les recensements de la population effectués dans la commune depuis 1793. À partir du 1er janvier 2009, les populations légales des communes sont publiées annuellement dans le cadre d'un recensement qui repose désormais sur une collecte d'information annuelle, concernant successivement tous les territoires communaux au cours d'une période de cinq ans. 
Pour les communes de moins de 10 000 habitants, une enquête de recensement portant sur toute la population est réalisée tous les cinq ans, les populations légales des années intermédiaires étant quant à elles estimées par interpolation ou extrapolation. Pour la commune, le premier recensement exhaustif entrant dans le cadre du nouveau dispositif a été réalisé en 2007,.
En 2018, la commune comptait 166 habitants, en évolution de +20,29 % par rapport à 2013 (Calvados : +1,58 %, France hors Mayotte : +2,49 %).
| 1793 | 1800 | 1806 | 1821 | 1831 | 1836 | 1841 | 1846 | 1851 |
| ---- | ---- | ---- | ---- | ---- | ---- | ---- | ---- | ---- |
| 137  | 134  | 139  | 121  | 97   | 99   | 107  | 110  | 106  |

| 1856 | 1861 | 1866 | 1872 | 1876 | 1881 | 1886 | 1891 | 1896 |
| ---- | ---- | ---- | ---- | ---- | ---- | ---- | ---- | ---- |
| 110  | 112  | 96   | 101  | 84   | 110  | 70   | 71   | 65   |

| 1901 | 1906 | 1911 | 1921 | 1926 | 1931 | 1936 | 1946 | 1954 |
| ---- | ---- | ---- | ---- | ---- | ---- | ---- | ---- | ---- |
| 77   | 62   | 62   | 61   | 68   | 57   | 42   | 50   | 47   |

| 1962 | 1968 | 1975 | 1982 | 1990 | 1999 | 2007 | 2012 | 2017 |
| ---- | ---- | ---- | ---- | ---- | ---- | ---- | ---- | ---- |
| 49   | 46   | 56   | 129  | 138  | 139  | 128  | 133  | 155  |

| 2018 | - | - | - | - | - | - | - | - |
| ---- | - | - | - | - | - | - | - | - |
| 166  | - | - | - | - | - | - | - | - |

## Lieux et monuments
- Église Saint-Pierre, des XIIe, XVIe et XVIIe siècles. Elle présente  une nef, transept, chœur à chevet plat voûté au XIIIe siècle. Les chapiteaux historiés du XIe siècle présentent : la Fuite en Égypte, scène de combat, lions affrontés, âme emportée au ciel par deux anges, l'Adoration des mages, personnages debout sous des arcades, feuilles d'acanthe, l'incrédulité de Thomas.